# Kappahl

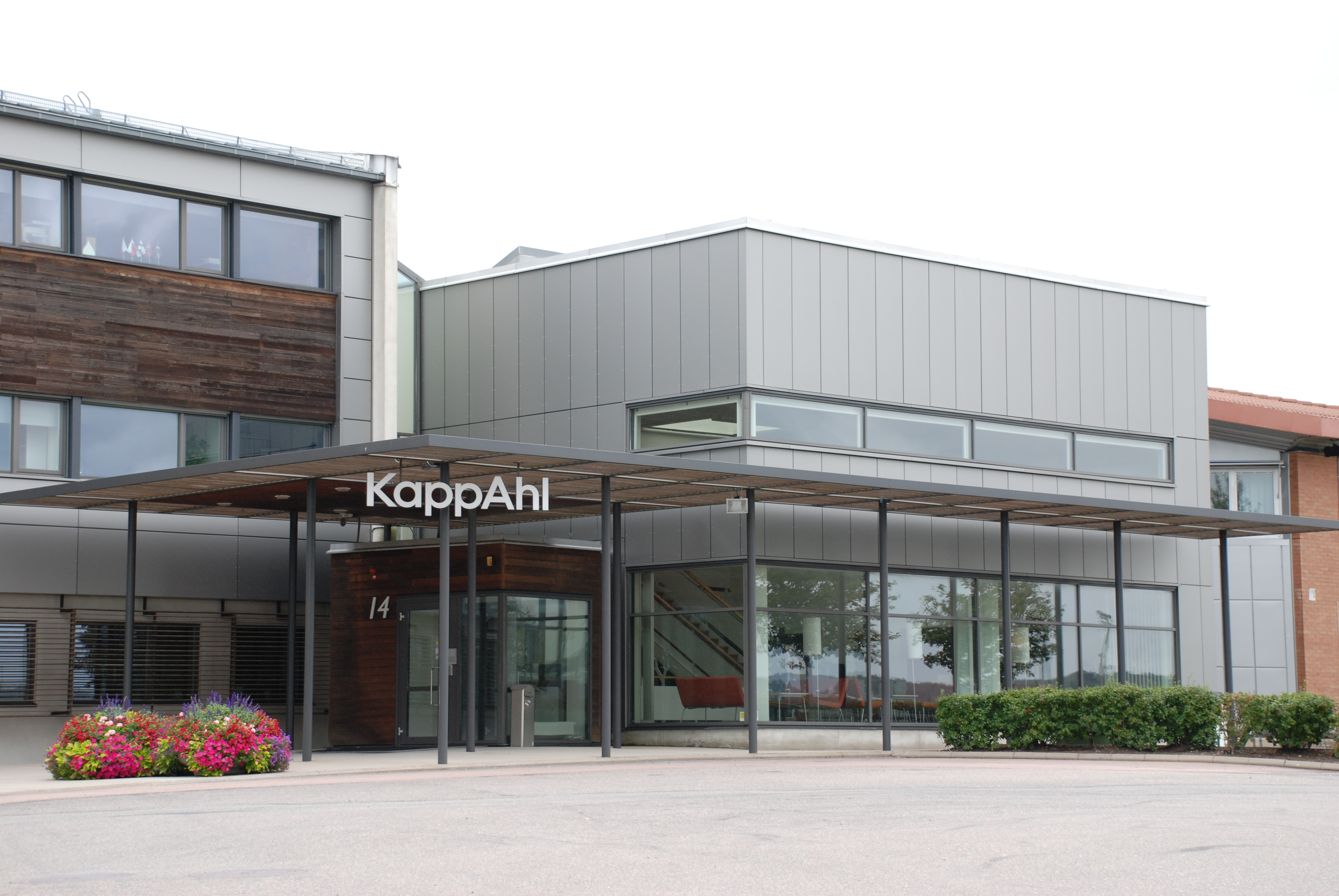
Kappahls huvudkontor i Mölndal.

Kappahl är en svensk, internationell klädkedja baserad i Mölndal utanför Göteborg. Företaget har närmare 400 butiker och e-handel i Sverige, Norge, Finland, Polen och Storbritannien. Man har runt 4 000 medarbetare i tio länder. Kappahls affärsidé är "prisvärt och ansvarsfullt mode på ett enkelt och inspirerande sätt". Man riktar sig till kvinnor, män och barn. Kappahl säljer även varumärket Newbie i egna butiker och via e-handel i Sverige, Norge, Finland, Danmark, Polen och Storbritannien.

## Historia

### 1950-tal

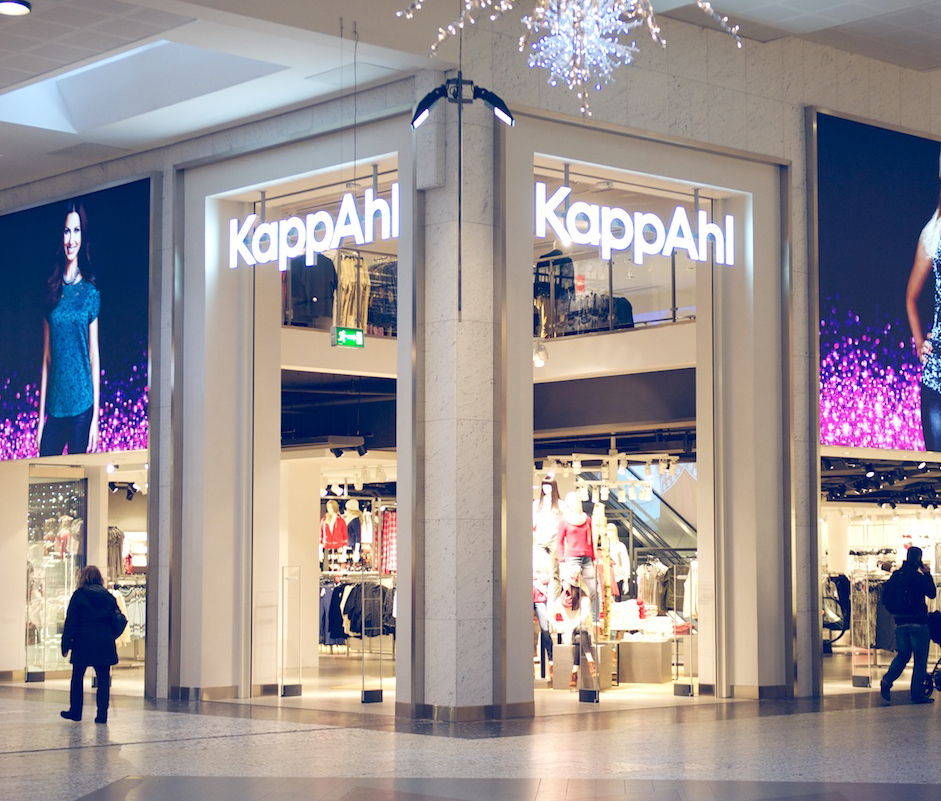
Kappahl i Nordstans köpcentrum, Göteborg.

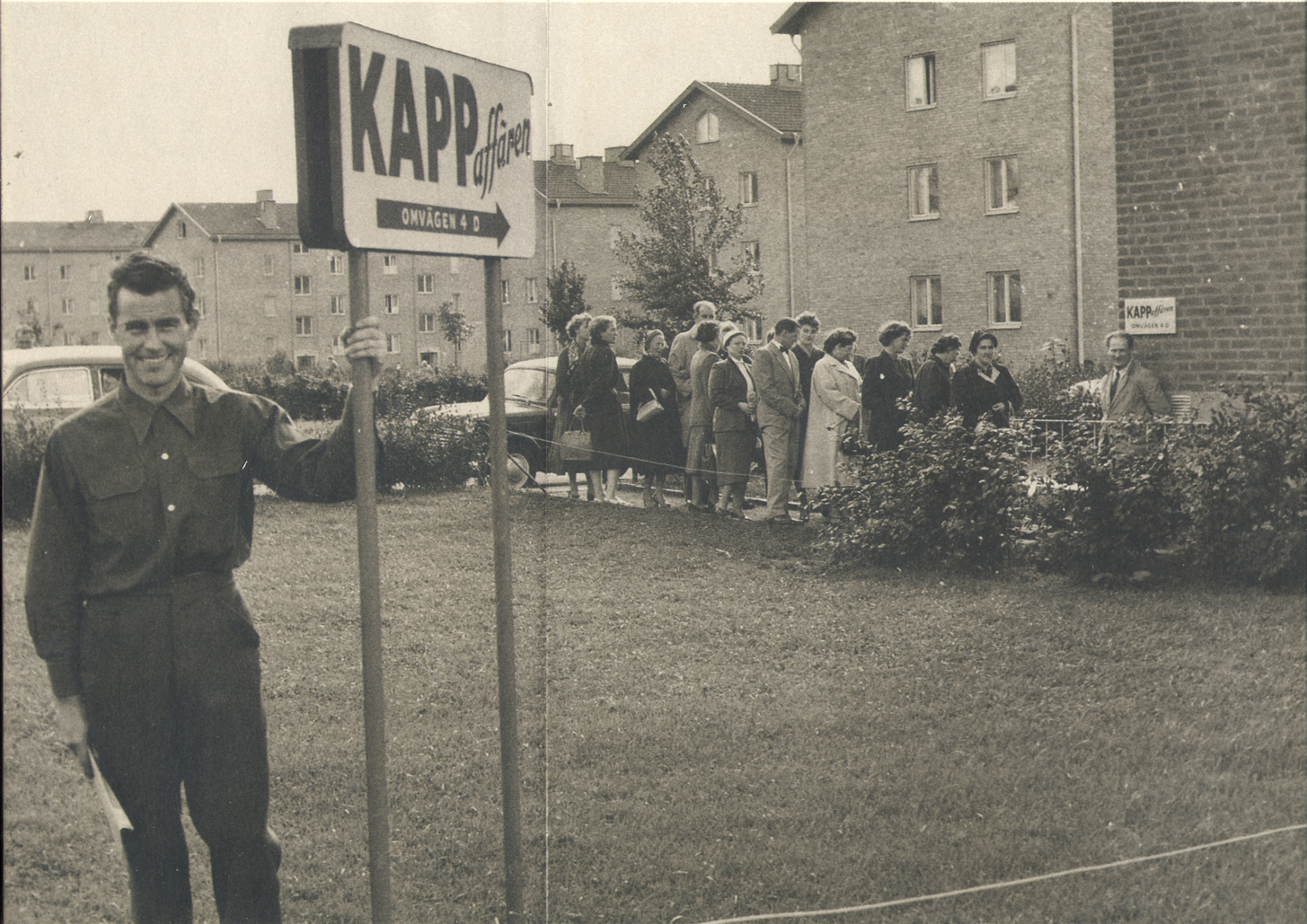
1953: Kappahls grundare Per Olof Ahl utanför den första butiken i en källarlokal på Omvägen i Kallebäck, Göteborg.

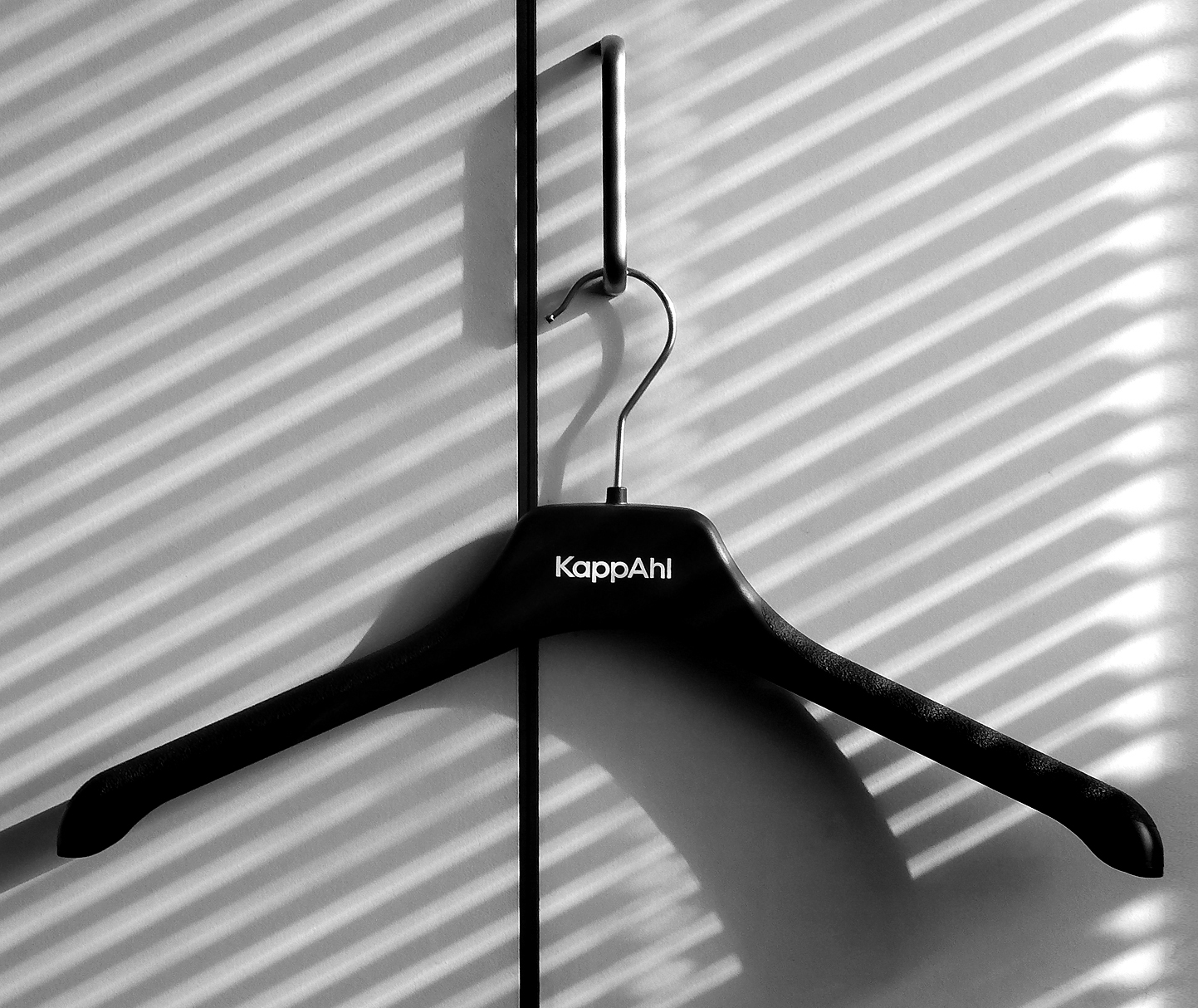
En klädhängare i plast från KappAhl.

Den första Kappahl-butiken öppnades våren 1953 i en källarlokal på Omvägen i Kallebäck i Göteborg. Grundaren Per-Olof Ahls affärsidé byggde på att ge alla kvinnor möjlighet att gå välklädda till ett överkomligt pris. Genom låga priser och höga volymer fick verksamheten stor uppmärksamhet bland allmänheten och hotades med bojkott av den övriga branschen. Nyckelvarugruppen var kappan och inledningsvis såldes drygt 400 kappor varje dag.
Redan innan Ahl startade verksamheten i Göteborg, var han verksam i Mjölby - i en källarlokal på Ringvägen 17  hade han sin första affär. Men det var när verksamheten flyttade till Göteborg, som omsättningen tog fart. 
Firma BMA-modeller var det ursprungliga namnet på företaget. En journalist, det lär ha varit Bengt Bedrup, gav tidigt Per Olof Ahl smeknamnet ”Kapp-Ahl” i sina tidningsartiklar om verksamheten. Det dröjde inte länge innan företaget antog det nya namnet. Ett år efter starten, 1954, omsatte Kappahl 4,5 miljoner kronor.

### 1960-tal
År 1963 hade företaget 25 butiker i Sverige och omsatte 50 miljoner kronor. Det mesta av tillverkningen skedde i Sverige och kappan var fortfarande den viktigaste varugruppen. Vid 1960-talets slut hade Kappahl 50 butiker i Sverige.

### 1970-tal
I början av 1970-talet upplevde Kappahl en nedgång i försäljningen, bland annat till följd av importrestriktioner för den svenska textil- och konfektionsindustrin. Företaget sökte efter nya koncept och började även sälja barnkläder.

### 1980-tal
År 1985 nådde Kappahls omsättning en miljard kronor. Samma år öppnade Kappahl sin första butik utanför Sveriges gränser, i Basel i Schweiz. I mitten av 1980-talet satsade Kappahl på kläder för storvuxna kvinnor, med jazzsångerskan Sonya Hedenbratt som affischnamn. Per Olof Ahl lämnade 1986 över ansvaret för företaget till sonen Pieter Ahl. Första butiken i Norge öppnades 1988.

### 1990-tal
År 1990 såldes Kappahl till Kooperativa Förbundet (KF) och Pieter Ahl lämnade verksamheten. Samma år öppnade Kappahl sin första butik i Finland. 
Omsättningen nådde två miljarder kronor 1993, samma år som man fyllde fyrtio år. Företaget hade då 131 butiker i Sverige, Norge och Finland. Verksamheten i Schweiz avvecklades.
Kappahls resultat nådde 1995 ett bottenrekord, delvis till följd av att fackhandeln gav sig in på klädkedjornas marknad. Efter stora interna förändringar och marknadsföringsinsatser redovisade man några år senare en vinst på 150 miljoner kronor. Företaget förvärvade 1997 den danska klädkedjan McCoy.
År 1999 öppnade Kappahl sin första butik i Polen. Verksamheten i Norge expanderade genom Kooperativa Förbundets köp av klädkedjan Adelsten.

### 2000-tal
Åren 2000-2001 fortsatte Kappahl sin internationella expansion i Polen och Tjeckien, vilken dock avbröts 2002 då Kappahl fick en ny ledning. Fokus flyttades nu till den nordiska marknaden, med Sverige som bas. Verksamheten i Tjeckien avvecklades, liksom danska MacCoy. År 2003 fyllde Kappahl 50 år.
Kooperativa Förbundet sålde 2004 Kappahl till riskkapitalbolagen Nordic Capital och Accent Equity Partners. Den 23 februari 2006 noterades Kappahl på Nasdaq Stockholm. År 2009 expanderade Kappahl för andra gången till Tjeckien. 

### 2010-tal
År 2010 översteg Kappahls omsättning för första gången fem miljarder. Vid slutet av 2010 hade företaget cirka 350 butiker. År 2011 startade Kappahl e-handel på den svenska marknaden. Hösten 2013 avvecklade företaget sina fem butiker i Tjeckien då de inte nått förväntad lönsamhet. Rune Andersson/Mellby Gård AB investerade i Kappahl 2011 och 2013 hade de ökat sitt innehav till drygt 20%. År 2014 expanderade e-handeln till Norge och Finland, under 2015 även till Polen. År 2014 öppnade man den första fristående butiken för ett av sina varumärken, babykollektionen Newbie. Under 2015 öppnade Kappahl den första fristående butiken för ett annat varumärke, Hampton Republic 27. 2017 blev Newbie en egen butikskedja och med utökade marknader i Polen och Storbritannien. Även e-handel lanseras i Storbritannien detta år.
Kappahl avnoterades från Stockholmsbörsen i oktober 2019.